# Казаклия
Казаклия (на румънски: Cazaclia) е село в автономния район Гагаузия в Южна Молдова. Населението му е 6698 души (2014 г.).
Разположено е в Черноморската низина, на 9 km северозападно от границата с Украйна и на 32 km южно от град Комрат. Селото е основано през 1812 година от гагаузки преселници от Балканите.